# タラスコン駅
タラスコン駅（フランス語: Gare de Tarascon、別名: タラスコン・シュル＝ローヌ駅（Gare de Tarascon-sur-Rhône））は、フランスのプロヴァンス＝アルプ＝コート・ダジュール地域圏ブーシュ＝デュ＝ローヌ県アルル郡タラスコンにある、フランス国鉄（SNCF）の鉄道駅。

## 概要
タラスコン市街南部に位置する。路線上はタラスコン-セット線とパリ-マルセイユ線の連絡線が接続しており、セット・アヴィニョン・アルル方面への列車が発着する。
1950年代まではオルゴン方面への路線も存在した。

## 歴史
初代の駅舎は1848年に開業した。駅舎と周辺のインフラ施設は1944年の第二次世界大戦中に空襲により破壊された。駅舎は1960年に再築され、サービスビルが隣に建設し、駅別館は取り壊し、ホーム屋根も一度取り壊し再建した。これらの費用の総額は341 178.17フラン（1960年当時）。同じ1960年にSNCFはミラマスのミシェル・エ・ジョフレ社に駅の業務を委託した。

## 駅構造

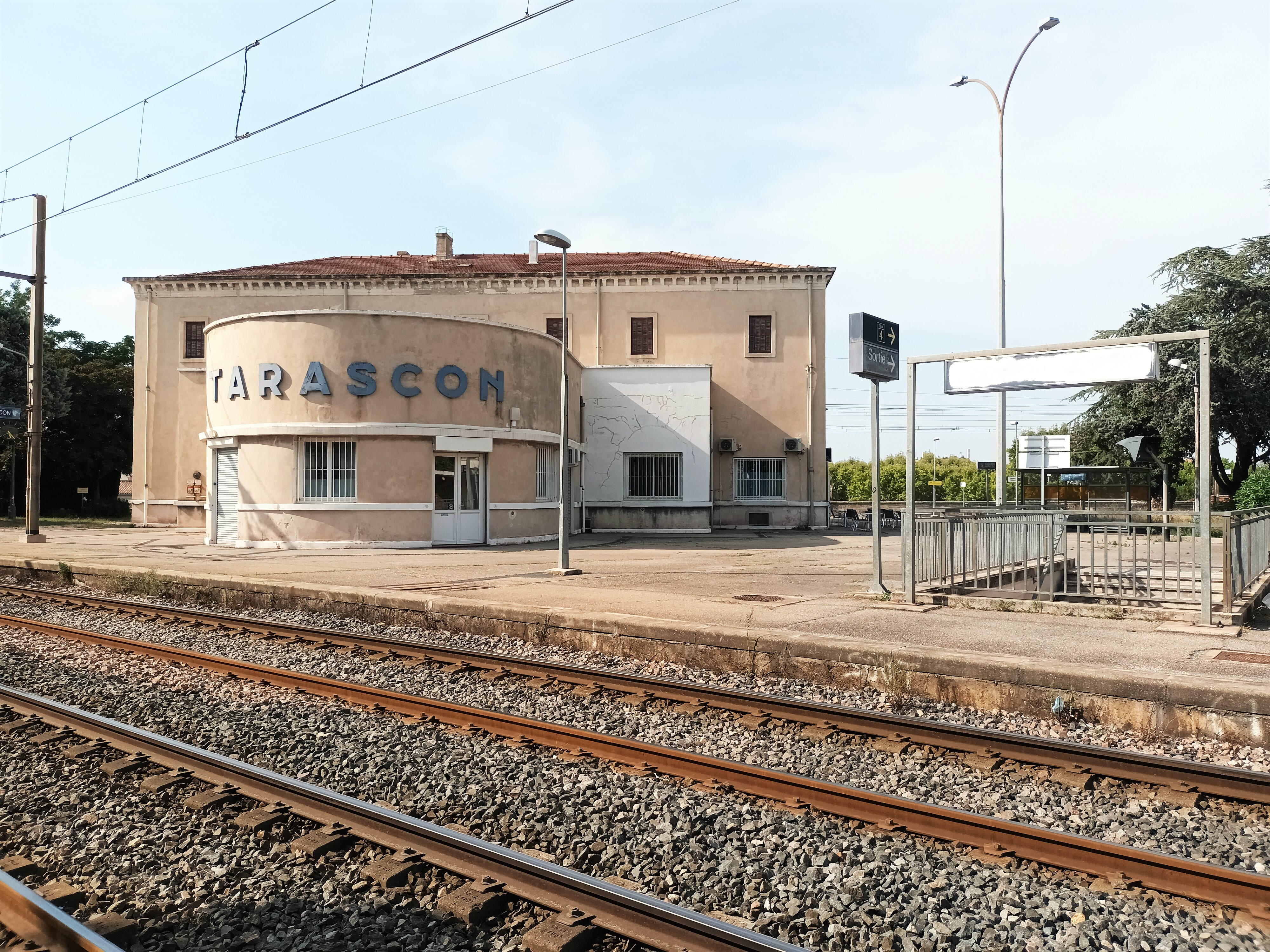
プラットホーム

駅構内は3面4線だが、アヴィニョン・アルル側でパリ-マルセイユ線連絡線のアヴィニョン方面とアルル方面が複線分岐しているため、中央1面は三角形状の両開き島式ホームの地上駅となっている。傾斜地に造られたため、駅舎はホームの下に位置している。このため、北側（駅舎側）から見ると盛土上の高架駅のように見えるが、南側（駅裏側）から見ると地上駅のように見える。

## 利用状況
SNCFによると、近年の年間利用者数は以下の通り。
| 年度                 | 2019    | 2018    | 2017    | 2016    | 2015    |
| -------------------- | ------- | ------- | ------- | ------- | ------- |
| 旅行者               | 213,447 | 196,663 | 226,304 | 213,085 | 219,666 |
| 旅行者・非旅行者合計 | 266,809 | 245,829 | 282,880 | 266,356 | 274,583 |

## 駅周辺
- 郵便局
- 社会福祉センター
- タラスコン・アルル職業安定所
- Utile - スーパーマーケット
- サント＝マルト・タラスコン協会（フランス語版、英語版）
- タラスコン城（フランス語版）

## 隣の駅
フランス国鉄
TERプロヴァンス＝アルプ＝コート・ダジュール
アルル駅 - タラスコン駅 - ニーム・ポン＝デュ＝ガール駅
TERオクシタニー
アヴィニョン中央駅 - タラスコン駅 - ボーケール駅 / ニーム・ポン＝デュ＝ガール駅